# Крейвелд, Кэтрин
Кэтрин Хелен Крейвелд (англ. Cathrine Helene Kraayeveld; род. 30 сентября 1981 года, Белвью, Вашингтон, США) — американская профессиональная баскетболистка, выступавшая в женской национальной баскетбольной ассоциации. Была выбрана на драфте ВНБА 2005 года в третьем раунде под двадцать седьмым номером командой «Сан-Антонио Силвер Старз». Играла на позиции лёгкого форварда.

## Ранние годы
Кэтрин Хелен родилась 30 сентября 1981 года в городе Белвью (штат Вашингтон) в семье Дейва и Синди Крейвелд, у неё есть два брата, Джейсон и Джефф. Сперва она училась там же в Христианской средней школе, затем в соседнем городе Керкленд в средней школе Лейк-Вашингтон, в которых выступала за местные баскетбольные команды.